# Séverni (Labinsk, Krasnodar)
Séverni (del ruso: Северный) es un jútor del raión de Labinsk del krai de Krasnodar, en el sur de Rusia. Está situado en la orilla derecha del Griaznuja, afluente del río Chamlyk, de la cuenca del río Kubán a través del Labá, 14 km al sureste de Labinsk y 157 km al sureste de Krasnodar, la capital del krai.  Tenía 177 habitantes en 2010
Pertenece al municipio Voznesénskoye.